# Teatro Municipal de Chillán
El Teatro Municipal de Chillán es un recinto ubicado en la ciudad chilena de Chillán. Es parte del conjunto de Edificios Municipales de Chillán, ubicado en calle Dieciocho de septiembre esquina calle Constitución, a un costado del Centro de Extensión de la Universidad del Bío-Bío y frente a la Plaza de armas de Chillán.

## Historia

### Primer teatro
El primer teatro municipal de Chillán fue construido durante la gestión edilicia de José María Sepúlveda Bustos y se ubicaba en calle 5 de abril #555, dirección correspondiente a la actual Casa del deporte de Chillán. En 1908, Claudio Arrau tuvo su primer concierto de piano, a la edad de cinco años, considerándose así, como un niño prodigio.
Para 1938, Gabriela Mistral es homenajeada en el teatro, con la presencia del intendente Tapia Mendoza, el Regimiento de Infantería n.º 9 "Chillán" y profesores junto a sus alumnos del Liceo de Niñas y el Liceo de Hombres de Chillán, entre ellos, el profesor Nicanor Parra quien leyó un poema a la futura nobel de literatura.

"No quiero que me aplaudan. Los aplausos me dan la sensación de que estoy en un teatro y mirando a todos estos niños, mi pensamiento está muy lejos de aquí. A vosotros niños, os dirijo la palabra para deciros que sois una raza y en el mundo esto es lo que vale...En vosotros pongo mis ojos porque después del desastre que se ve venir en Europa, sois vosotros la esperanza de América. Y América tiene formas nuevas y modalidades muy propias de esta tierra que es diferente de aquella otra. No hay nada que esperar de los viejos porque lo hemos dado todo. Las reservas de la humanidad están en vosotros queridos niños." 

“No soy más maestra que ninguna de ustedes. Soy maestra sin mayúscula y no lo soy por un decreto del Gobierno, sino por un ejercicio de mi vocación. Esto ha sido en mi familia un oficio. Mis tías, mis parientes han sido maestros. Llevo en la sangre este santo oficio y por eso comprendo la misión de ustedes." 

"Quería visitar Chillán porque esta ciudad tiene rasgos distintivos de nuestra raza. Hay cosas en nuestra tierra que valen más que un poema. Mi sentido feliz de saberme tributada en homenaje por estos niños de Chillán, alegres y risueños, a quienes debemos enseñar el amor a la tierra porque ella lo es todo terminado."
Discurso de agradecimiento de Gabriela Mistral en el Teatro Municipal de Chillán, 1938

### Destrucción y reconstrucción
El día del Terremoto de 1939, en el interior del teatro se estrenaba la película "El rey sin corona", una comedia de Joe E. Brown cuya recaudación sería destinada en beneficio del Cuerpo de Bomberos de Chillán. Cuando se desató el cataclismo, los 500 asistentes a la función desesperadamente intentaron huir, sin embargo, la marquesina de acceso al teatro se derrumbó, aplastando alrededor de trescientos de los asistentes, las otras doscientas personas quedaron al interior sin tener vía de evacuación.
La tarea de reconstruir el edificio fue designada a los arquitectos Ricardo Müller y Enrique Cooper quienes iniciaron los trabajos en los Edificios Municipales en 1940. La idea de integrar al teatro a los edificios no se encontraba contemplada, por eso, el alcalde de ese entonces, Ernesto Arrau, solicitó a la Corporación de Fomento de la Producción, que expropiara los terrenos del Centro Español, ubicado al costado de la catedral, situación que no prosperó, dado que el edil solicitó la renuncia a su cargo. Paralelamente a la construcción de los Edificios Municipales, también se construía el Edificio del Cuerpo de Bomberos de Chillán, la Catedral de Chillán, el Edificio Consistorial de Chillán y el Edificio de los Servicios Públicos, y no fue hasta fines de 1940, que se informó que el teatro se incluía en el proyecto de construcción de los Edificios Municipales. Sin embargo el 6 de abril de 1943 la Corporación de Fomento de la Producción suspendió la construcción del teatro, dado que existían falta de recursos, cuales habían sido destinados a las infraestructuras dañadas por el Terremoto de Ovalle del mismo año.

### Falta de recursos
Durante 1943 y 1969 el terreno del teatro quedó a la deriva. No fue hasta 1969 que en el terreno adyacente al teatro, que fue adquirido por la Universidad de Chile cual correspondía a la Casa de Música de Otto Schaffer, donde se creó la Sociedad Musical Santa Cecilia, actual Centro de Extensión de la Universidad del Bío-Bío, algunas carreras empezaron a realizar clases en el interior del teatro, lugar al que los alumnos le llamaron "El Siberia", dado que era un lugar muy frío. Así también el lugar fue ocupado como bodega por la Municipalidad de Chillán. Entre los años 1965 y 1973, por uno de los accesos de calle Constitución, funcionó una entretenida Peña Folklórica, muy concurrida por parroquianos de le época.   

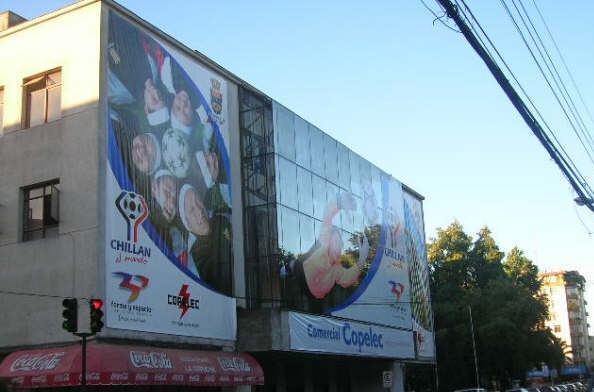
Aspecto del teatro en 2008, durante la Copa Mundial Femenina de Fútbol Sub-20

Durante la década de 1990, el doctor Héctor Garay fundó la "Corporación Pro Término del Teatro Municipal" cuyo objetivo buscaba reunir fondos para la finalización de la obra. Aunque no llegaron a concluir definitivamente la construcción, sí se conformaron con una sala de menor tamaño ubicada a un costado del teatro, inaugurada en 1998.  Para el año 2000, es realizado por primera vez el Encuentro Internacional de Teatro para Chillán, en las instalaciones del teatro. La primera vez que se había realizado este encuentro, fue en 1994, bajo la subvención del alcalde de la época, Aldo Bernucci, en la Sala Lázaro Cárdenas y posteriormente, en el Cine O'Higgins.
No sería hasta 2012, durante la gestión edilicia de Sergio Zarzar, que fueron aprobados los primeros fondos regionales destinados a la finalización de la construcción del teatro, y en 2015 la reanudación de su construcción hasta que fue inaugurado en 2016. Los primeros meses en funcionamiento tuvo agendadas presentaciones de Bombo Fica, Natalia Valdebenito, Luis Jara y Ana Tijoux.

## Arquitectura

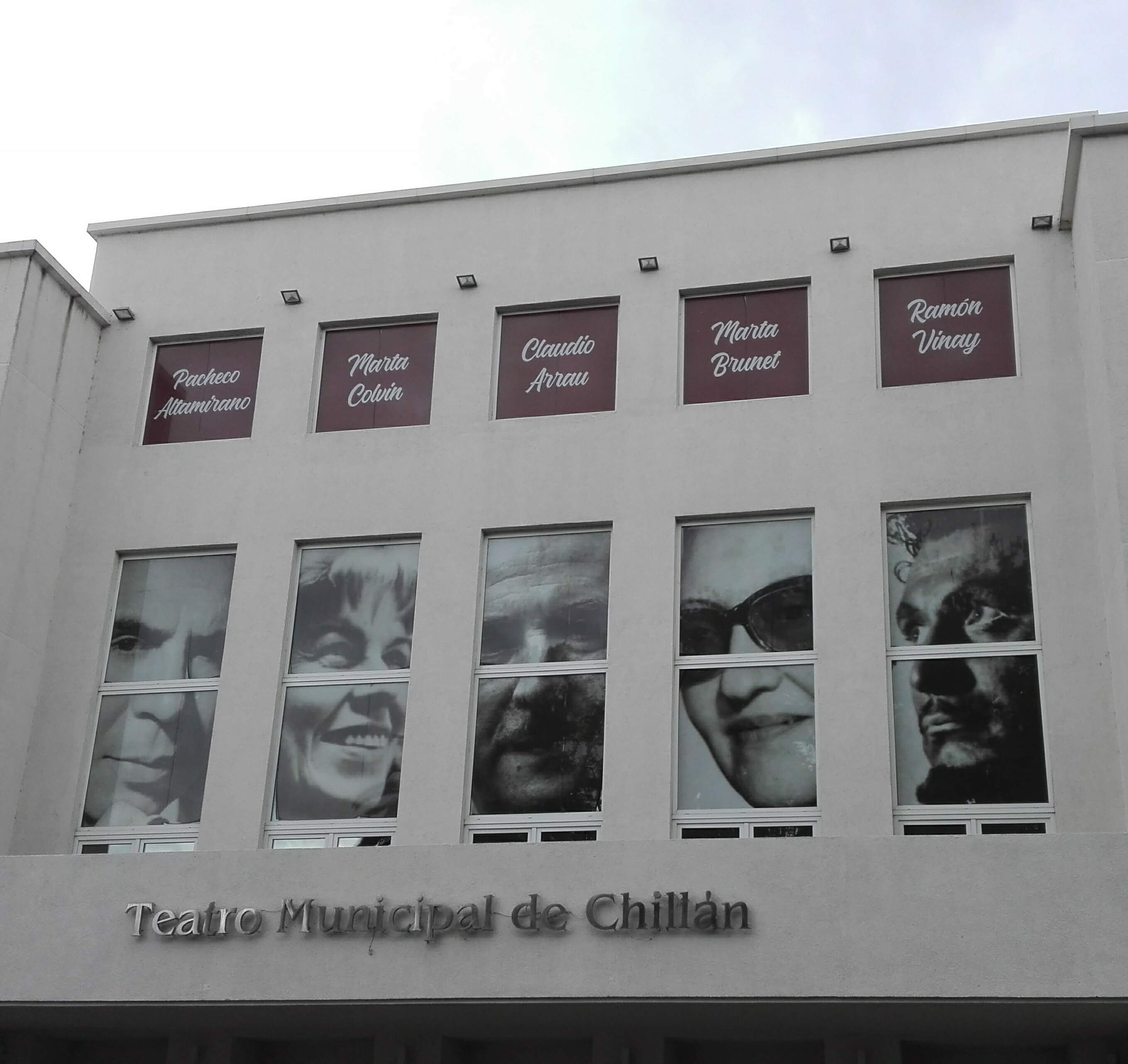
Marquesina del teatro con fotografías de artistas locales Arturo Pacheco Altamirano, Marta Colvin, Claudio Arrau, Marta Brunet y Ramón Vinay

El teatro posee sus cimientos, sobrecimientos, muros de carga y pilares hechos de hormigón armado, y una tabiquería de metal sin relleno. El piso es de losa de hormigón, mientras que la techumbre presenta cerchas de metal con cubierta metálica. En el exterior, el pavimento es de hormigón y el revestimiento de sus muros, son de cemento.
En otros aspectos, el edificio de arquitectura moderna, posee 22,19 metros de altura, cuatro pisos, y 986 m² de superficie edificada.